# Йоахім Дегенер
Йоахім Дегенер (нім. Joachim Degener; 28 листопада 1883, Мец — 7 вересня 1953, Вюрцбург) — німецький воєначальник, генерал-майор вермахту.

## Біографія
20 вересня 1912 року вступив в Прусську армію. Учасник Першої світової війни. Після демобілізації армії залишений в рейхсвері. З 24 листопада 1938 року — командир 14-го кавалерійського полку, з 23 жовтня 1939 року — 5-ї стрілецької бригади. З 6 лютого 1941 по 1 квітня 1944 року — комендант Вюрцбурга. 4 квітня відряджений в ОКГ, з 16 квітня по 5 травня — комендант Ковеля, з 1 червня по 19 липня 1944 року — 997-ї польової комендатури в Перпіньяні. В серпні-жовтні 1944 року — командир бойової групи «Дегенер», з 24 жовтня по 29 грудня — 189-ї піхотної дивізії. З 18 січня 1945 року — бойовий комендант Дьєра. 8 травня 1945 року взятий в полон. Французька влада звинуватила Дегенера у воєнних злочинах, проте він був виправданий. 22 травня 1948 року звільнений.

## Звання
- Фанен-юнкер (20 вересня 1912)
- Фанен-юнкер-унтерофіцер (5 квітня 1913)
- Фенріх (16 червня 1913)
- Лейтенант (22 березня 1914)
- Оберлейтенант (20 травня 1917)
- Ротмістр (1 лютого 1925)
- Майор (1 квітня 1934)
- Оберстлейтенант (1 серпня 1936)
- Оберст (1 квітня 1939)
- Генерал-майор (1 листопада 1942)

## Нагороди
- Залізний хрест 2-го і 1-го класу
- Хрест «За військові заслуги» (Брауншвейг) 2-го класу
- Почесний хрест ветерана війни з мечами
- Медаль «За вислугу років у Вермахті» 4-го, 3-го, 2-го і 1-го класу (25 років)
- Застібка до Залізного хреста 2-го і 1-го класу